# Житловий будинок на вулиці Галицькій (пам'ятка в Бучачі)
Житловий будинок — пам'ятка архітектури місцевого значення в місті Бучачі (Тернопільська область). Охоронний номер 35.
Розташована на вул. Галицькій, 130.

## Історія
Двоповерхова будівля збудована в 1913 році.

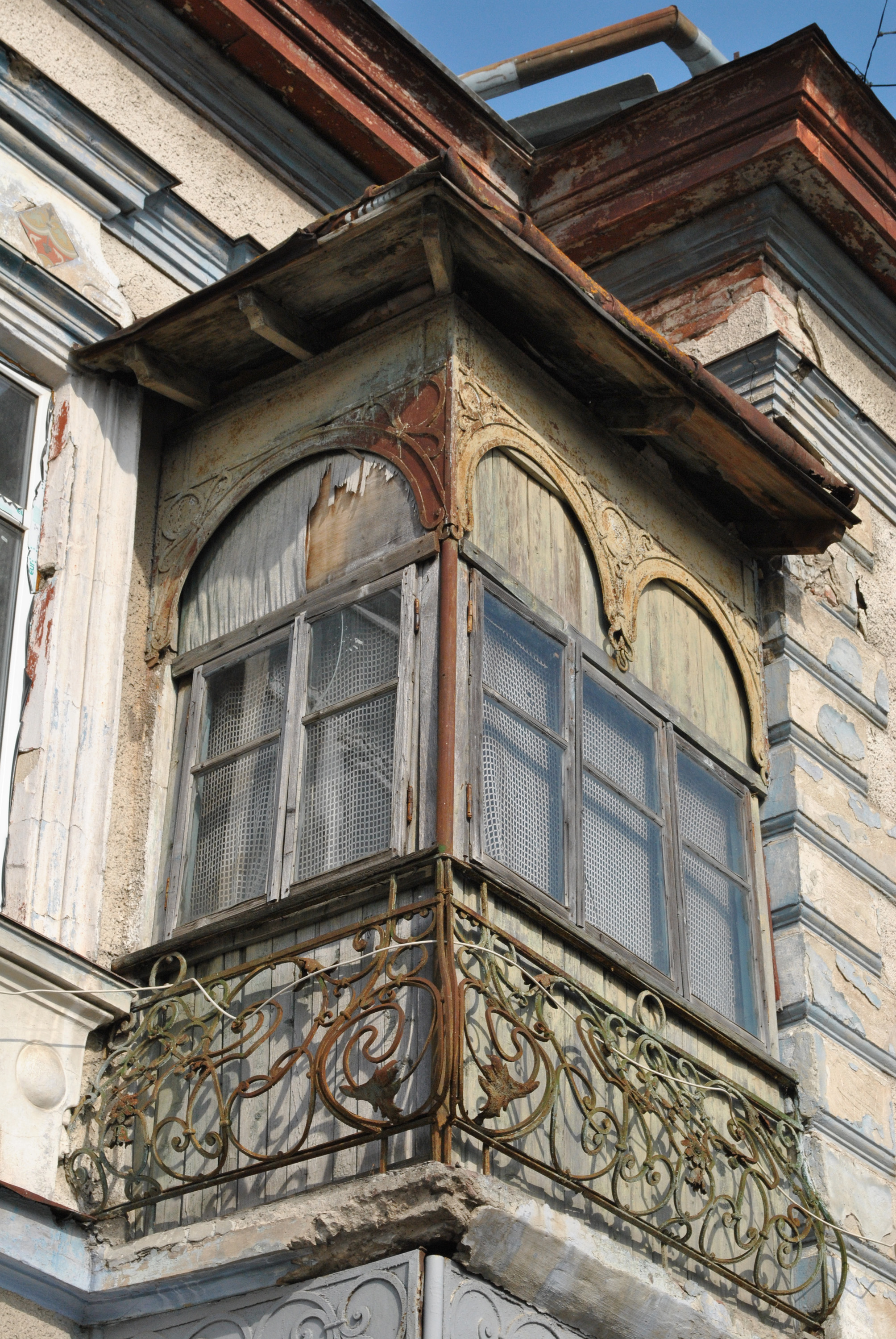
Дерев'яний балкон
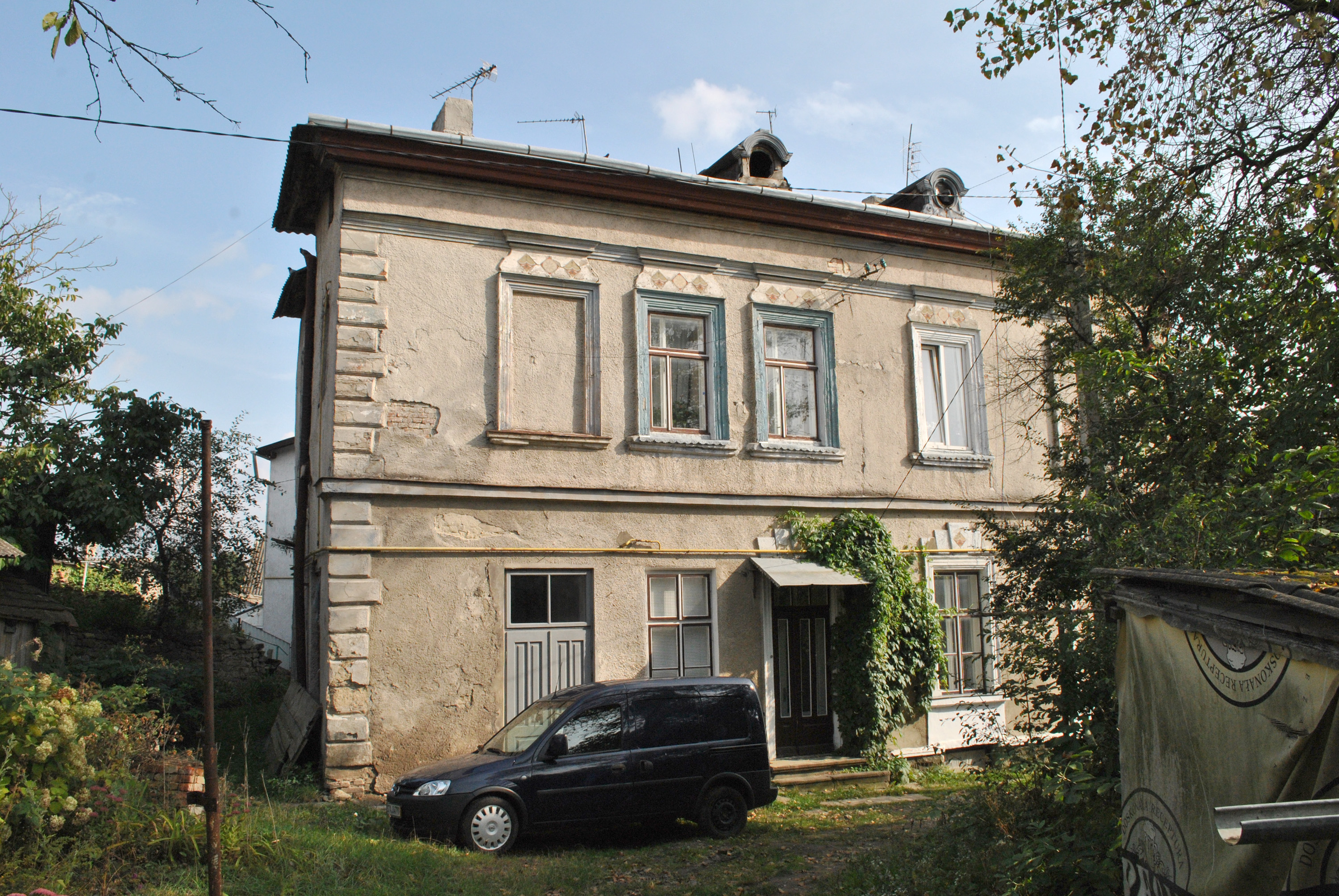
Вигляд з тильного боку
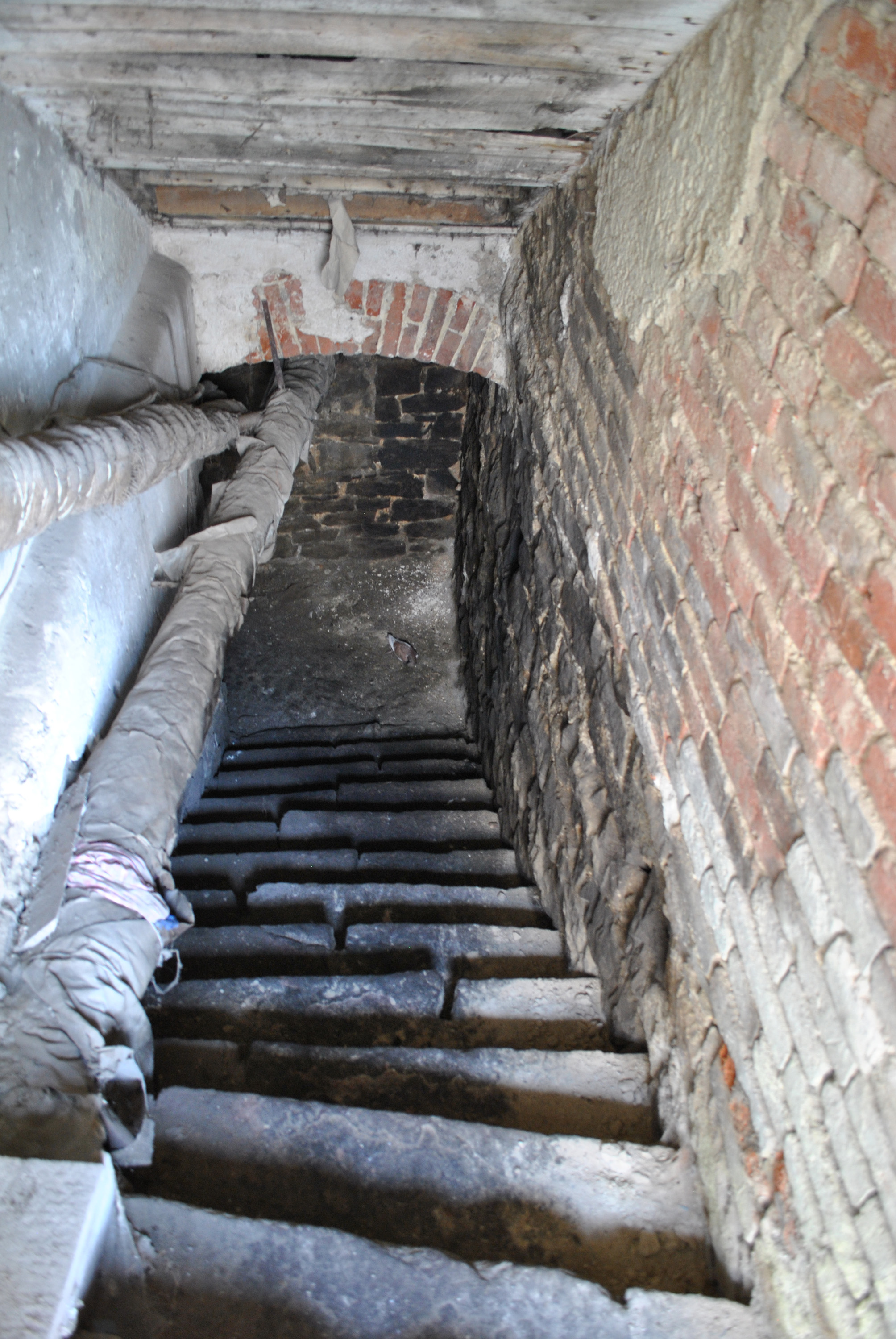
Вхід у підвал